# 종단적 연구
사람이 발달하면서 어떤 모습으로 변하는지 알아보기 위하여 기간을 두고 반복적으로 동일한 사람에게서 정보를 수집하는 조사법

## 개요

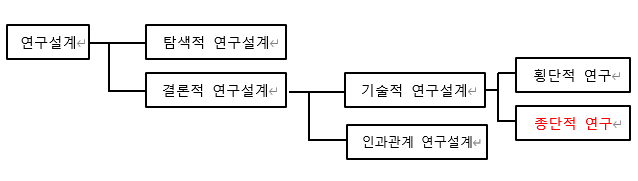
연구 설계 분류

종단적 연구(영어 : longitudinal study)는 조사 대상으로 선정된 일단의 사람들에게 시차를 두고 여러 차례에 걸쳐 동일한 질문을 되풀이함으로써 집단 성향의 변화를 파악하고자 하는 연구 방법이다. 동일한 연구대상을 오랜 기간 계속 추적하면서 관찰하는 종단적 연구는 동시적으로 여러 연령층의 대상을 선정해서 조사하는 횡단적 연구보다 대부분의 경우 좀 더 타당하다고 보지만, 시간이 상당히 오래 걸린다는 단점이 있다.
선진국에서는 정책연구의 필요성을 충족시키고 기초연구의 활성화를 위해 대한민국보다 앞서 패널조사를 시작하여 오랜 기간 성공적으로 수행해 오고 있다. 대한민국에서도 최근 민간연구기관이나 국책연구기관에서 상당한 비용을 투입하여 패널자료를 수집하여 연구자에게 제공하고 있다.

## 경향연구(trend study)
경향연구란 복수의 연구대상을 둘 이상의 시점에서 관찰한 다음 그 결과를 비교하는 연구를 말한다.

## 동시경험집단 연구
동시경험집단이란 2000년 출생자, 학교 동기생 등 특정경험을 같이하는 집단을 말한다. 일반적으로 그러한 집단을 세대(generation)이라 부르기도 한다.
동시경험집단 연구는 이러한 집단이 갖는 특성에 대하여 두 번이상의 다른 시기에 조사한 내용을 비교 연구하는 접근방법이다.

## 패널연구(panel study)
패널연구는 경향연구나 동시경험집단의 연구와 유사하지만 그 중에서도 한번 조사된 사람들을 여러 차례 조사하는 특수 반복연구라는 점에서 다르다. 

### 장점

#### 1. 시간의 흐름에 따라 연구대상의 특성이 왜, 어떻게 변화했는지 학술적으로 파악할 수 있다.
패널자료는 연구대상인 개인에 관한 과거의 인구학적 배경, 교육 · 문화적 배경, 건강, 기대심리, 경제적 배경 등에 관한 정보와 현재의 상태 및 태도에 관한 정보를 종합적으로 제공하므로, 비교적 정확한 인과적 분석이 가능하다.

#### 2. 패널자료는 정책분석 및 평가에 유용한 정보로 활용할 수 있다.
패널자료는 정적인 성격의 횡단적 자료의 단점을 보완하면서 개인, 가구, 기업체 등 분석단위의 장기간에 걸친 동적인 차원의 변화와 상태간 이동과정을 보여줌으로써 횡단적 자료만 가지고는 불가능한 심도 있는 정책연구 및 정책평가를 가능하게 한다.

### 단점

#### 1. 수천명이 넘는 비교적 대규모의 연구대상을 회차를 달리하여 여러 차례 추적조사하려면 엄청난 시간과 비용이 소모된다.
따라서 개인연구자들이 패널조사를 실시하는 경우는 거의 없으며 일반적으로 정부 또는 연구기관들이 조사를 주관한다.

#### 2. 패널표본의 탈락(panel attrition)이 불가피하므로 표본의 대표성이 문제될 수 있다.
표본의 탈락이란 첫번째 회차의 서베이 대상이 다양한 이유로 다음 회차에는 참여햐지 못하는 것을 말한다. 일부 응답자는 다른 지역으로 이주할 수 있고, 사망할 수도 있으며, 조사에 관심이 없어 응답을 거부할 수도 있다. 패널상실의 위험성은 중도탈락한 패널 때문에 표본의 대표성이 유지될 수 없게 된다면, 조사결과가 왜곡될 수 있다는 것이다.
패널연구에서 불가피한 패널탈락의 문제를 해결하기 위하여 순환패널 서베이(rotation panel survey)로 보완할 수 있다. 순환패널 서베이에서는 표본구성요소의 패널조사기간에 제한을 두고, 일정기간 경과후에는 새로운 구성요소로 교체한다.

#### 3. 패널조사가 여러 차례 계속되면 응답자가 초기 단계에서 응답한 내용이 추후 조사에 영향을 미칠 수 있다.
예를 들어 처음 조사에서 매우 호의적인 응답을 했던 패널구성원이 이후 태도가 바뀌었음에도 불구하고 차후 회차의 조사에서도 이전 응답과의 일관성을 유지하려고 계속 호의적인 응답을 할 수 있는 경우가 있다.  

## 종단적 연구가 사용된 예시
| 연구이름                                                                                  | 종류              | 시행연도 | 시행국가         | 참가자 수                                 | 비고 |
| ----------------------------------------------------------------------------------------- | ----------------- | -------- | ---------------- | ----------------------------------------- | --- |
| Genetic Studies of Genius                                                                 | 동시경험집단 연구 | 1921     | 미국             | 1,528                                     | 세계에서 가장 오래되고 가장 장시간 동안 이루어진 종단적 연구                                                  |
| Grant Study                                                                               | 동시경험집단 연구 | 1939     | 미국             | 268                                       | 1939-1944학년생 268명의 신체적, 정신적으로 건강한 하버드 대학교 2학년생들을 대상으로 한 75년간의 종단적 연구. |
| Framingham Heart Study                                                                    | 동시경험집단 연구 | 1948     | 미국             | 5,209                                     | 매사추세츠주 프레이밍햄 시 거주자를 대상으로 심혈관에 대한 종단적 연구                                        |
| Manitoba Follow-Up Study (MFUS)                                                           | 동시경험집단 연구 | 1948     | 캐나다           | 3,983 (남성)                              | 심혈관 질환과 성공적인 노화에 대한 캐나다 최대 규모의 종단적 연구                                             |
| British Doctors Study                                                                     | 동시경험집단 연구 | 1951     | 영국             | 40,701                                    | 담배 흡연이 폐암의 위험을 증가시켰다는 설득력 있는 통계적 증거를 제공한 연구                                  |
| Stirling County Study                                                                     | 동시경험집단 연구 | 1952     | 캐나다           | 639                                       | · |
| Seattle Longitudinal Study                                                                | 동시경험집단 연구 | 1956     | 미국             | 6,000                                     | · |
| Wisconsin Longitudinal Study                                                              | 동시경험집단 연구 | 1957     | 미국             | 10,317                                    | · |
| National Child Development Study (NCDS)                                                   | 동시경험집단 연구 | 1958     | 영국             | 17,000                                    | · |
| Nature vs Nurture study                                                                   | 동시경험집단 연구 | 1960     | 미국             | 11                                        | · |
| Up Series                                                                                 | 동시경험집단 연구 | 1964     | 영국             | 14                                        | Michael Apted의 다큐멘터리 영화 프로젝트                                                                      |
| Busselton Health Study                                                                    | 패널연구          | 1966     | 오스트레일리아   | 10,000                                    | · |
| The Jyväskylä Longitudinal Study of Personality and Social Development, (JYLS)            | 동시경험집단 연구 | 1968     | 핀란드           | 369                                       | · |
| Study of migrants and squatters in Rio's Favelas                                          | 동시경험집단 연구 | 1968     | 브라질           | n/a                                       | · |
| Panel Study of Income Dynamics                                                            | 패널연구          | 1968     | 미국             | 70,000                                    | 미국에서 가장 오래된 가구 조사                                                                                |
| 1970 British Cohort Study (BCS70)                                                         | 동시경험집단 연구 | 1970     | 영국             | 17,000                                    | 1970년 4월 한 주 동안 영국에서 태어난 아기의 발달을 모니터링한 연구                                           |
| National Health and Nutrition Examination Survey (NHANES)                                 | 동시경험집단 연구 | 1971     | 미국             | 8,837                                     | · |
| Dunedin Multidisciplinary Health and Development Study                                    | 동시경험집단 연구 | 1972     | 뉴질랜드         | 1,037                                     | 1972-73년 더니딘에서 출생한 참가자들을 대상으로 한 연구                                                       |
| Study of Mathematically Precocious Youth                                                  | 동시경험집단 연구 | 1972     | 미국             | 5,000                                     | 13세 이전의 SAT 추론 테스트 섹션에서 700점 이상의 점수로 식별된 사람들에 대한 종단적 연구                     |
| Seattle 500 Study                                                                         | 동시경험집단 연구 | 1974     | 미국             | 500                                       | 태아기 건강습관이 인간발달에 미치는 영향에 관한 연구                                                          |
| ONS Longitudinal Study                                                                    | 패널연구          | 1974     | 잉글랜드, 웨일스 | 500,000                                   | · |
| Nurses' Health Study                                                                      | 동시경험집단 연구 | 1976     | 미국             | 275,000                                   | 역사상 가장 비용이 많이 들고 가장 큰 관찰 건강 연구                                                           |
| Caerphilly Heart Disease Study                                                            | 동시경험집단 연구 | 1979     | 영국             | 2,512                                     | · |
| National Longitudinal Surveys (NLS)                                                       | 동시경험집단 연구 | 1979     | 미국             | 21,686                                    | · |
| Midlife in the United States                                                              | 동시경험집단 연구 | 1983     | 미국             | 6,500                                     | · |
| Minnesota Twin Family Study                                                               | 동시경험집단 연구 | 1983     | 미국             | 17,000                                    | 쌍둥이 또는 입양 자손이 있는 가족에 대한 일련의 행동 유전적 종단적 연구                                       |
| Socio-Economic Panel (SOEP)                                                               | 패널연구          | 1984     | 독일             | 12,000                                    | · |
| Child Development Project                                                                 | 동시경험집단 연구 | 1987     | 미국             | 585                                       | · |
| Health and Retirement Study                                                               | 동시경험집단 연구 | 1988     | 미국             | 22,000                                    | 50세 이상의 미국인 대표 표본에 대한 종단적 연구                                                               |
| The Raine Study                                                                           | 동시경험집단 연구 | 1989     | 오스트레일리아   | 5,768 (Gen1 + Gen2) 750 (Gen3) 100 (Gen0) | · |
| Rotterdam Study                                                                           | 동시경험집단 연구 | 1990     | 네덜란드         | 15,000                                    | 로테르담 교외의 옴모드 주민에 대한 인구 기반 종단적 연구                                                      |
| Avon Longitudinal Study of Parents and Children (ALSPAC)                                  | 동시경험집단 연구 | 1991     | 영국             | 14,000                                    | 1991년과 1992년 동안 영국의 Avon 에서 태어난 어린이를 대상으로 한 종단적 연구                                 |
| British Household Panel Study                                                             | 패널연구          | 1991     | 영국             | 5,500                                     | · |
| Scottish Longitudinal Study (SLS)                                                         | 패널연구          | 1991     | 스코틀랜드       | 274,000                                   | · |
| Children of Immigrants Longitudinal Study (CILS)                                          | 동시경험집단 연구 | 1921     | 미국             | 1,528                                     | · |
| Panel Study of Belgian Households                                                         | 패널연구          | 1992     | 벨기에           | 11,000                                    | · |
| National Longitudinal Survey of Children and Youth (NLSCY)                                | 동시경험집단 연구 | 1994     | 캐나다           | 35,795                                    | · |
| Australian Longitudinal Study on Women's Health (ALSWH)                                   | 동시경험집단 연구 | 1996     | 오스트레일리아   | 50,000                                    | · |
| Study of Health in Pomerania                                                              | 동시경험집단 연구 | 1997     | 독일             | 15,000                                    | · |
| Fragile Families and Child Wellbeing Study                                                | 동시경험집단 연구 | 1998     | 미국             | n/a                                       | · |
| Millennium Cohort Study (MCS)                                                             | 동시경험집단 연구 | 2000     | 영국             | 19,000                                    | 아동발달, 사회계층화 및 가족생활에 관한 연구                                                                  |
| Millennium Cohort Study                                                                   | 동시경험집단 연구 | 2000     | 미국             | 200,000                                   | 배치를 포함한 군 복무의 장기적인 건강 영향 평가                                                               |
| Pacific Islands Families Study                                                            | 동시경험집단 연구 | 2000     | 뉴질랜드         | 1,398                                     | – |
| Household, Income and Labour Dynamics in Australia Survey                                 | 패널연구          | 2001     | 오스트레일리아   | 25,000                                    | – |
| Survey of Health, Ageing, and Retirement in Europe (SHARE)                                | 패널연구          | 2002     | 유럽             | 120,000                                   | · |
| Study on Global Ageing and Adult Health (SAGE)                                            | 동시경험집단 연구 | 2002     | 전세계           | 65,964                                    | · |
| Growing Up in Scotland (GUS)                                                              | 동시경험집단 연구 | 2003     | 스코틀랜드       | 14,000                                    | Scotland |
| Alzheimer's Disease Neuroimaging Initiative                                               | 패널연구          | 2004     | 전세계           | n/a                                       | · |
| Growing Up in Australia; the longitudinal study of Australian children                    | 동시경험집단 연구 | 2004     | 오스트레일리아   | 10,000                                    | · |
| 45 and Up Study                                                                           | 동시경험집단 연구 | 2006     | 오스트레일리아   | 267,153                                   | · |
| Growing Up in Ireland (GUI)                                                               | 동시경험집단 연구 | 2006     | 아일랜드         | 18,000                                    | · |
| Northern Ireland Longitudinal Study (NILS)                                                | 패널연구          | 2006     | 북아일랜드       | 500,000                                   | · |
| Born in Bradford                                                                          | 동시경험집단 연구 | 2007     | 영국             | 12,500                                    | · |
| Footprints in Time; the longitudinal study of Indigenous children                         | 동시경험집단 연구 | 2008     | 오스트레일리아   | 1,680                                     | 호주 전역의 선택된 지역의 원주민 및 토레스 해협 섬 주민 아동에 대한 연구                                      |
| Growing Up in New Zealand (GUiNZ)                                                         | 동시경험집단 연구 | 2009     | 뉴질랜드         | 6,846                                     | 뉴질랜드에서 진행 중인 가장 큰 종단적 연구                                                                    |
| National Educational Panel Study (NEPS)                                                   | 동시경험집단 연구 | 2009     | 독일             | 60,000                                    | 평생 동안 공식, 비공식 및 비공식 맥락에서 역량, 교육 과정, 교육 결정 및 교육 복귀 개발에 관한 연구            |
| Irish Longitudinal Study on Ageing (TILDA)                                                | 동시경험집단 연구 | 2009     | 아일랜드         | 8,500                                     | 아일랜드 노인 인구의 건강, 사회, 재정적 상황에 대한 연구                                                      |
| New Zealand Attitudes and Values Study                                                    | –                 | 2009     | 뉴질랜드         | n/a                                       | · |
| Understanding Society: The UK Household Longitudinal Study                                | 패널연구          | 2009     | 영국             | 100,000                                   | · |
| Colombian Longitudinal Survey by Universidad de los Andes (ELCA)                          | 패널연구          | 2010     | 콜롬비아         | 15,363                                    | · |
| Canadian Longitudinal Study on Aging (CLSA-ÉLCV)                                          | 동시경험집단 연구 | 2011     | 캐나다           | 51,388                                    | · |
| Building a New Life in Australia : The Longitudinal Study of Humanitarian Migrants (BNLA) | 동시경험집단 연구 | 2013     | 오스트레일리아   | 2,399                                     | 호주 인도주의자 도착자의 정착 경험에 대한 종단적 연구                                                         |

## 같이 보기
- 단면연구
- 시계열
- 패널 분석